# 贝尔维尤 (华盛顿州)
贝尔维尤（英語：Bellevue），是美国华盛顿州金县东部的一座城市，与西雅图隔华盛顿湖相望。作为西雅图都会区的第三大城市，贝尔维尤在2018年人口普查中的人口为147,599人，是華盛頓州（按人口计）第五大城，其边缘城市、郊区或卫星城市等方面有着不同的特征。
2008年之前，贝尔维尤市中心发生了快速变化，许多高层建筑项目正在建设中，并且相对不受经济衰退的影响。市区目前是华盛顿州第二大城市中心，拥有1,300家企业、45,000名员工和10,200名居民。根据人均收入，贝尔维尤是华盛顿州522个社区中第六富有的。2008年，贝尔维尤在 CNNMoney 的最佳生活和開辦企業地點名单中名列第一，2010年再次被评为美国第四大最佳居住场所。2014年，贝尔维尤被评为当今美国第二大最佳居住场所在。有145多家公司設於贝尔维尤。目前总部设在贝尔维尤的公司包括 Expedia、T-Mobile 和 Valve。
贝尔维尤名源于法语，意為“大美之境”。2018年全美人口普查，贝尔维尤人口144,444人，亞裔占27.6%，現任市長為 John Chelminiak。

## 教育
贝尔维尤是一个非常多样化的地区。贝尔维尤学区有99多种语言，超过36%的学生说的是英语以外的母语。大约五分之一的学生接受免费或低价的膳食。
贝尔维尤学区有大约2000名员工，包括近1500名教师。超过400名贝尔维尤教师获得国家委员会认证，超过了该州任何其他地区。我们75%以上的老师拥有硕士学位。
该地区由伊万·杜兰博士领导。贝尔维尤学区董事会由五名社区成员组成，每个成员来自五个地理区域。董事会成员由注册选民选举产生，任期四年。

## 地理
北纬47°35′51″，西经122°9′33″。西临华盛顿湖，东临薩馬米什湖，面积87.8平方公里，其中水面8.2平方公里。
主要高速公路有90號州際公路（I-90）、405號州際公路（I-405）及520號華盛頓州州道（SR-520）。两座跨越华盛顿湖连接西雅图的浮桥先后建成于1940和1963年。
这座城市位于华盛顿湖以西和较小的萨曼米什湖以东之间。贝尔维尤的大部分排水都来自Kelsey Creek流域，其源头位于Larsen和幻影湖绿化带，其出口靠近90号州际公路与华盛顿湖东岸的交汇处。该市被南北走向的405号州际公路一分为二，南部由西向东由90号州际公路穿过。520號華盛頓州州道大致划定了贝尔维尤上游。
在I-90以南，该市继续向上的美洲狮山，在其顶部是一个非法人的金县位置，称为山顶。在美洲狮山以西，Bellevue 包括 Coal Creek、Somerset 和 Factoria 社区。
贝尔维尤北部与柯克兰市接壤，东北部与雷德蒙市沿陆路和十字路口相邻。穿过短的东海峡大桥，I-90将贝尔维尤连接到西南部的默瑟岛。以萨迦在东边，下I-90，在萨玛密湖的南端。城市西面与许多富裕的郊区接壤，如麦地那、克莱德山、亨茨点和雅罗点。贝尔维尤的南端与伦顿市接壤，东南部是纽卡斯尔最近成立的一个城市。

## 交通运输
贝尔维尤是当地交通管理局金縣交通局（King County Metro）和区域交通系统海湾公共交通局（Sound Transit）的主要东区枢纽。贝尔维尤公交中心为地铁和公交车提供服务，位于市中心商业区的中心，通过东北6街与405号州际公路相连，并有一个德薩斯 T 高乘載車道直达。当地的巴士开进柯克兰、雷德蒙、伊萨夸尔、伦顿和大学区；地区巴士开往博特勒、林伍德、埃弗雷特、西雅图、伦顿、肯特和奥本等城市。
海湾轻轨2号线从西雅图穿过默瑟岛和贝尔维尤，最后到达雷德蒙。2008年11月4日，作为 Sound Transit 2 投票措施的一部分，它获得了选民的批准。它于2015年开始建设，2023年开始服务。
贝尔维尤市议会极力游说 Sound Transit 通过贝尔维尤快速增长的市中心建设其地下轻轨线路。贝尔维尤承诺将投入1.04亿至1.5亿美元，以现金、贝尔维尤服务、免费通行权和一次性运输的形式修建一条潜在的隧道。东线项目产生的税收收入。2011年11月，委员会与 Sound Transit 签署了一项协议。隧道建设于2016年初开始，贝尔维尤市中心的其余部分建设于2017年年中开始。前贝尔维尤市委员会成员 Claudia Balducci 是 Sound Transit 董事会成员。
贝尔维尤市已经进行了广泛的“Bel Red Area Transformation”过程，计划在城市北部的春区规划约900英亩（3.6 km2），所有这些都以轻轨向东边延伸，前提是在 Sound Transit 2 上下高度整合的土地使用和运输。离子计划类似于市区的早期计划。
贝尔维尤也由一条铁路服务，这条铁路是伯灵顿北部的支线，被称为伍德因维尔分部，其中包括历史悠久的威尔伯顿栈桥。这条当地的货运线是关于是否要铁路线和建设一条多用途铁路的争论的主题。截至2009年3月，由于债券市场不稳定，西雅图港不得不推迟对走廊的收购。截至2016年，该线路已废弃，但部分威尔伯顿车站的道床将被 Sound Transit 的轻轨建设重新利用。
这座城市曾经有一个名为贝尔维尤机场的机场。

## 人口
贝尔维尤 (华盛顿州) 的居民非常多样化。根据2006年的统计数据 ，該市人口共有119,678人，其中三成生於美國以外地區，22%为亚裔，家户平均收入为$76,757美元。於2006年 CNN 的一项調查报告中，根据罪案与人口的比值，贝尔维尤被评为全美国最安全的城市之一（另包括華人聚居的南加州爾灣市、核桃市等）。
根据2012年的一项估计，该市家庭收入中位数为88,073美元，家庭收入中位数为104,839美元。这个城市的人均收入是48,719美元。
2006年，根据人均暴力犯罪率，贝尔维尤被评为美国25个最安全的城市之一。

### 2010年人口普查
截至2010年人口普查日，全市共有122,363人，50,355户以及32,145個家庭。人口密度为每平方英里3827.4人（1477.8人/km2）。有55551个住房单元，平均密度为每平方英里1737.6（670.9/km2）。该市的种族构成为62.6%的白人、2.2%的非洲裔美国人、0.4%的土著美国人、27.6%的亚裔、0.2%的太平洋岛民、3.1%的其他种族和3.9%的两个或两个以上的种族。任何种族的西班牙裔或拉丁裔占总人口的7.0%。
共有50355户家庭，其中30.0%的家庭有18岁以下的子女和他们一起生活，52.9%的家庭是已婚夫妇，7.6%的家庭是女性，没有丈夫在场，3.3%的家庭是男性，没有妻子在场，36.2%是非家庭。28.1%的家庭由个人组成，8.4%的家庭有65岁或以上的独居者。平均家庭规模为2.41，平均家庭规模为2.97。
这个城市的平均年龄是38.5岁。21.2%的居民年龄在18岁以下；7.6%的居民年龄在18至24岁之间；30.8%的居民年龄在25至44岁之间；26.5%的居民年龄在45至64岁之间；13.9%的居民年龄在65岁或以上。城市性别构成为男性50.1%，女性49.9%。

### 2000年人口普查
截至2000年人口普查，全市共有居民109,569人，45,836户，29,060户。人口密度为每平方英里3563.6人（1375.8人/km2）。平均密度为607.7/km2（1574.0/mi2），共有48396个住房单元。该市的种族构成为74.33%的白人、1.99%的非裔美国人、0.32%的土著美国人、17.39%的亚裔、0.23%的太平洋岛民、2.54%的其他种族和3.19%的两个或两个以上的种族。任何种族的西班牙裔或拉丁裔占总人口的5.32%。
共有45836户家庭，其中18岁以下儿童占27.5%，已婚夫妇占53.0%，女性户主占7.5%，无丈夫，非家庭占36.6%。28.4%的家庭由个人组成，7.9%的家庭有65岁或以上的独居者。平均家庭规模为2.37，平均家庭规模为2.93。
全市18岁以下人口比例为21.1%，18-24岁人口比例为7.8%，25-44岁人口比例为32.6%，45-64岁人口比例为25.0%，65岁及以上人口比例为13.4%。平均年龄为38岁。每100名女性中有98.4名男性。每100名18岁及以上的女性中，有96.6名男性。
这个城市的家庭收入中位数是62338美元，家庭收入中位数是76868美元。男性的收入中位数为56456美元，而女性为37124美元。这个城市的人均收入是36905美元。约3.8%的家庭和5.7%的人口处于贫困线以下，其中5.7%的18岁以下和6.3%的65岁以上。

## 经济
| 排名 | 雇主                 | 雇员数量 | 占总雇员比 |
| ---- | -------------------- | -------- | ---------- |
| 1    | 亞馬遜               | 11,000   | 6.62%      |
| 2    | T-Mobile美国         | 5,200    | 3.13%      |
| 3    | Meta                 | 3,600    | 2.17%      |
| 4    | 欧弗莱克医院医疗中心 | 3,600    | 2.17%      |
| 5    | 贝尔维尤学区         | 2,800    | 1.68%      |
| 6    | 贝尔维尤市政府       | 1,700    | 1.02%      |
| 7    | Salesforce           | 1,500    | 0.90%      |
| 8    | Smartsheet           | 1,100    | 0.66%      |
| 9    | 贝尔维尤学院         | 1,000    | 0.60%      |
| 10   | Bungie               | 1,000    | 0.60%      |
|      | 总雇员               | 32,500   | 19.55%     |

贝尔维尤是许多小型和大型企业的总部所在地，其中包括许多始于20世纪90年代的技术公司，其中包括微软的子公司Expedia和西方无线公司的后裔T-Mobile。贝尔维尤为eBay、Oracle、Salesforce、Google和Microsoft等大型科技公司提供了许多卫星办公室；微软曾一度总部设在Bellevue，但后来又搬到了邻近的雷德蒙德。著名的电子游戏公司Valve、Bungie、Sucker Punch Productions和Pok_mon Company也在这里。
该市拥有众多繁荣的商业区，有数个主要购物中心：
- Bellevue Square
- Bellevue Place
- Lincoln Square
- Bellevue Galleria
- Factoria Mall
- Crossroads Mall
- Overlake Shopping District
- The Shops At Bravern

## 艺术与文化

### 年度文化盛事
贝尔维尤是1947年7月最后一个周末举行的年度贝尔维尤工艺美术博览会（原太平洋西北部工艺美术博览会）的举办地。两年一度的贝尔维尤雕塑展吸引了成千上万的游客到市中心公园观看来自全国各地艺术家的多达46幅三维艺术作品。为了庆祝其草莓种植历史，贝尔维尤在6月的第四个周末在十字路口公园举办了一年一度的草莓节。该节最初始于1925年，一直持续到1942年，当时许多贝尔维尤的草莓农场主作为日本拘留所的一部分被监禁。1987年，这一节日作为一个晚上的活动重新开始，2003年又扩大到了多天的节日。

### 贝尔维尤艺术博物馆
贝尔维尤艺术博物馆始建于1975年，1983年迁至贝尔维尤场。2001年，博物馆搬进了自己的建筑，由斯蒂文·霍尔设计。该博物馆随后陷入财政困难，2003年被迫关闭。经过长期的筹款活动，一次改造，以及新的使命，成为国家工艺美术和设计中心，博物馆于2005年6月18日重新开放，并举办了一次茶壶展览。在维多利亚式建筑的两层展开，现在是儿童博物馆的所在地。博物馆的主要参观者是母亲和照顾者，他们的孩子从学龄前爬虫动物到12岁。其占地10000平方英尺（930平方米）的空间包括娱乐和探索区、展览、办公室、教育活动和教室空间。靠近405号州际公路的是梅登鲍尔（Meydenbauer）中心，它是一个会议中心，将企业会议和慈善活动带到市中心。梅登鲍尔还包括一个有410个座位的剧院，吸引着歌剧、芭蕾舞和管弦乐队的表演。
自20世纪80年代以来，市政府计划在贝尔维尤市中心的一个地点建设一个表演艺术中心，暂定名为塔图奇中心（以慈善家伊娜·塔图奇的名字命名）。该中心将包括一个2000个座位的音乐厅、办公室和创意空间。2亿美元项目的部分资金来自市和县政府的私人捐款和赠款。

### 体育和娱乐
自20世纪70年代以来，该市在确保其商业发展不会压倒其自然土地和水资源方面发挥了积极作用。如今，贝尔维尤公园和社区服务部管理着2500多英亩（10平方公里）的公园和开放空间，包括市中心公园和贝尔维尤植物园，正如我们所做的那样。作为几个游乐场、海滩公园和小径。每年有5500多名贝尔维尤居民通过该部门参加志愿者活动。
贝尔维尤是美国篮球协会球队贝尔维尤黑鹰队的主场。尽管黑鹰队在2005年的联赛中排名第13，但在阿肯色州小石城的15000名球迷面前，他们进入了冠军赛。

## 友好城市
- 中国大陆河南省平顶山市
- 日本大阪府八尾市
- 捷克克拉德诺
- 拉脫維亞利耶帕亚
- 臺灣花蓮市
- 中国大陆廣東省汕尾市

## 外部連結
- Bellevue School District（页面存档备份，存于）（英文）